# Georges Perec
Georges Perec (Parigi, 7 marzo 1936 – Ivry-sur-Seine, 3 marzo 1982) è stato uno scrittore francese, membro dell'OuLiPo, le cui opere sono basate sull'utilizzo di limitazioni formali, letterarie o matematiche.

## Biografia

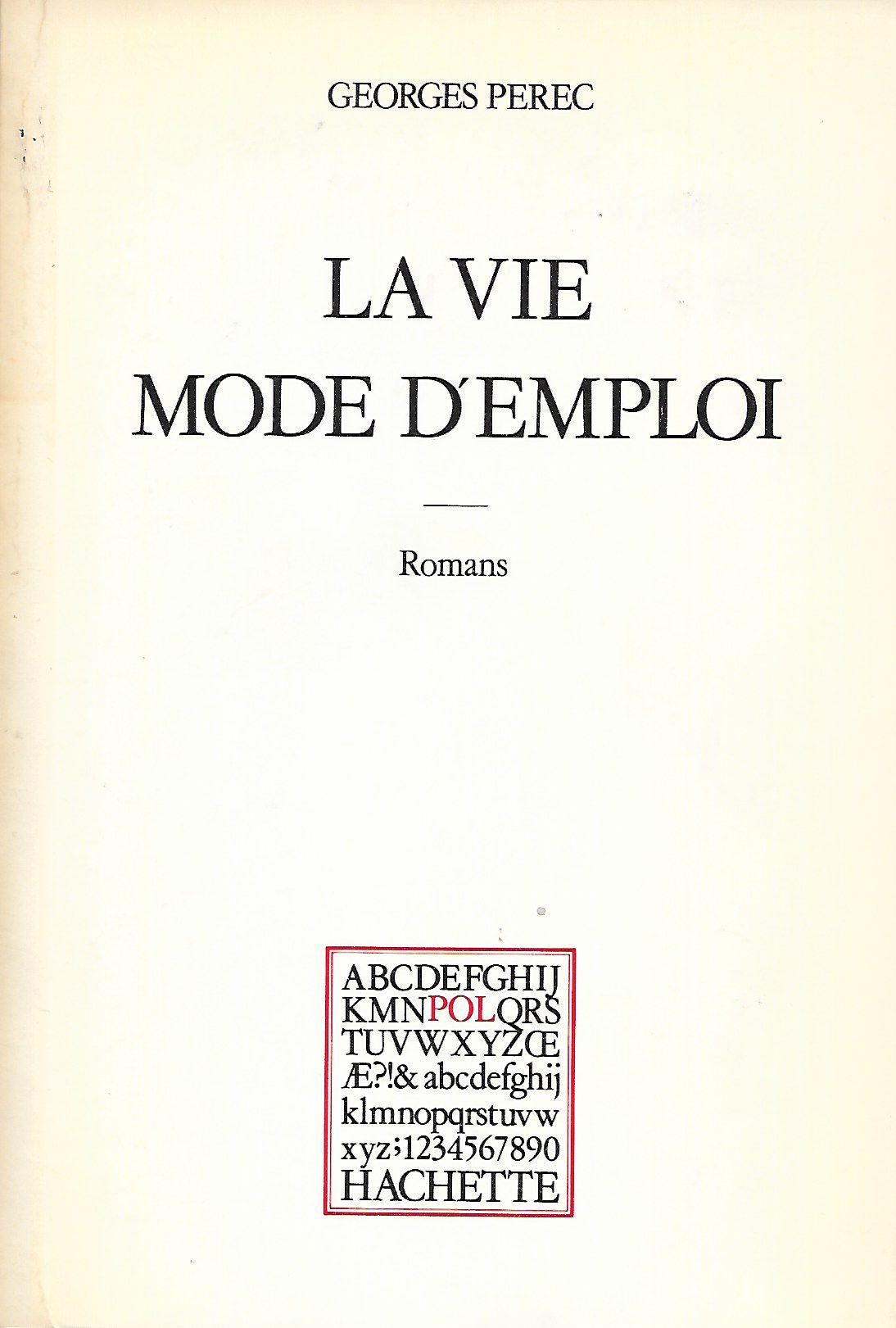
La vie mode demploi, prima edizione Hachette del 1978

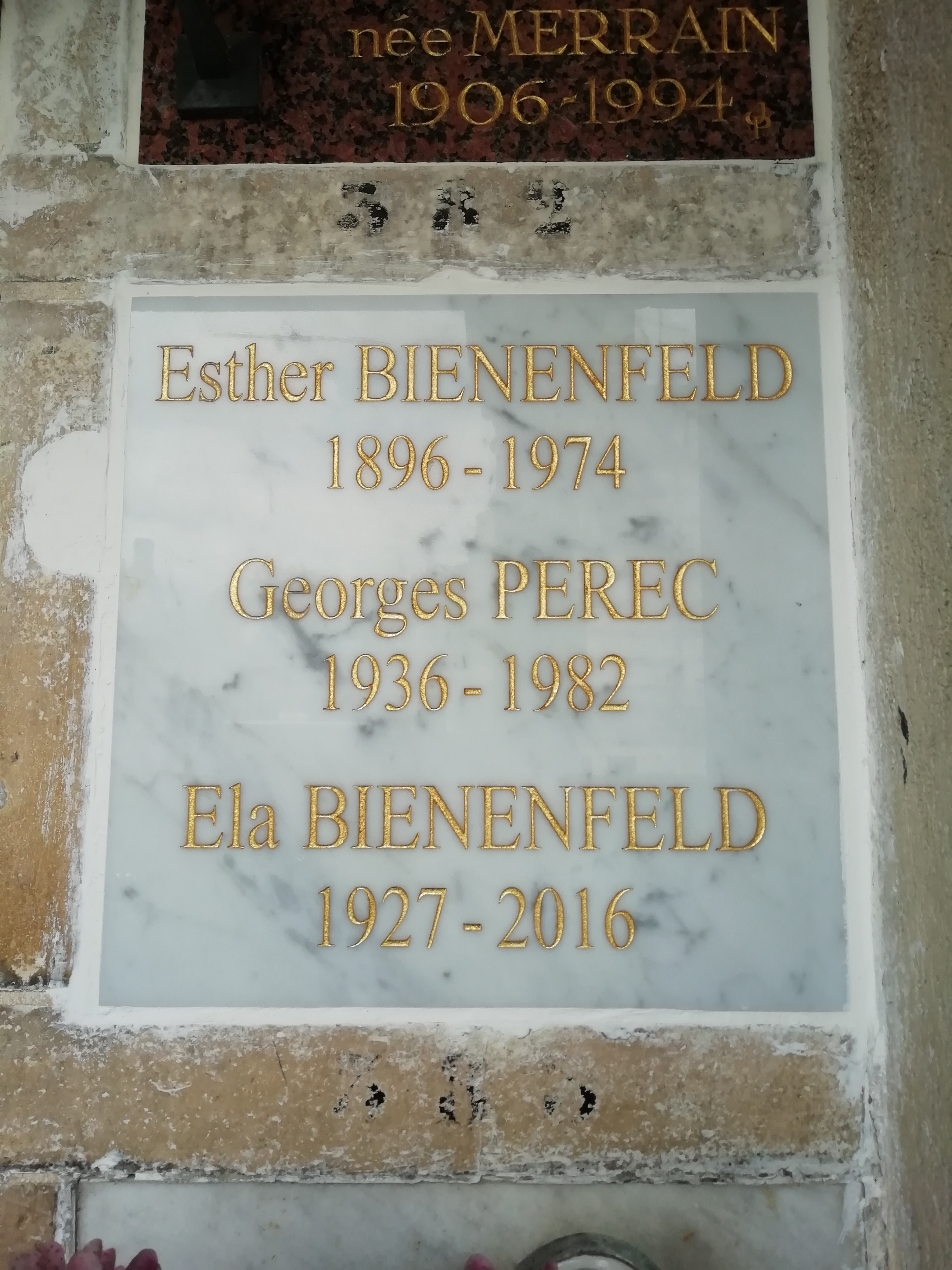
La tomba Bienenfeld-Perec al Père Lachaise

Suo padre Icek Peretz (1909-1940) e sua madre Cyrla Szulewicz (1913-1945), entrambi ebrei d'origine polacca, si sposano nel 1934. Georges nasce la sera di sabato 7 marzo 1936 in una clinica parigina e passa l'infanzia nella rue Vilin nel quartiere di Belleville di Parigi.
Nel 1941 un treno della Croce Rossa lo porta verso Villard-de-Lans dove passa il resto della guerra con parte della famiglia paterna (il padre muore in guerra nel 1940, mentre la madre, tre anni più tardi, viene deportata e uccisa in un campo di concentramento, forse quello di Auschwitz). Torna a Parigi nel 1945 e viene adottato dalla sorella di suo padre, Esther Bienenfeld, e dal marito di quest'ultima.
Dal 1946 al 1954 compie i propri studi dapprima presso il liceo Claude Bernard e quindi al collegio Etampes;
nel 1954, dopo un corso preparatorio al Liceo Enrico IV, inizia presso la Sorbona gli studi di storia, che abbandona però velocemente. Comincia, nel 1949, la psicoterapia presso Françoise Dolto. Nel 1956 inizia la psicoanalisi con Michel de M'Uzan.
Dal 1958 al 1959 presta servizio militare come paracadutista a Pau (Pirenei francesi). Nel 1960 si sposa con Paulette Pétras e parte per Sfax (Tunisia) da dove torna l'anno seguente. Nel 1962 diventa archivista presso il Laboratorio di ricerche neurofisiologiche del CNRS (Centre national de la recherche scientifique), posto che manterrà fino al 1978. Nel 1965 ottiene il Premio Renaudot per Le cose quindi, nel 1967, entra a far parte dell'OuLiPo divenendone ben presto figura di spicco: "dell'Ou-Li-Po Perec era diventato il maggiore esponente, e si può dire che almeno due terzi della produzione del gruppo erano opera sua" (Italo Calvino, Ricordo di Georges Perec, in "Perec, gnomo e cabalista", 1982).
Dal 1971 al 1975 è in psicoanalisi da Pontalis. Nell'ottobre del 1974, per tre giorni consecutivi, siede ai tavolini di un caffè di Place Saint-Sulpice osservando e annotando accuratamente tutto quello che gli passa davanti: questo esperimento "etno-antropologico" darà vita al libro "Tentativo di esaurimento di un luogo parigino".
Nel 1976 pubblica, settimanalmente, sul giornale "Le Point" una serie di parole crociate. Nel 1978 scrive La vita, istruzioni per l'uso e, in seguito al successo dell'opera, abbandona il posto al CNRS per dedicarsi completamente alla scrittura.
Passa i seguenti sei anni della sua vita con la cineasta Catherine Binet.
Muore di tumore ai polmoni il 3 marzo 1982 all'ospedale d'Ivry e viene sepolto nel famoso cimitero di Père-Lachaise. Sono seguite numerose pubblicazioni postume di romanzi e di raccolte di scritti.

## Produzione letteraria

### La vita, istruzioni per l'uso
Il libro più noto di Perec è, probabilmente, La vita, istruzioni per l'uso (La vie mode d'emploi, 1978) dedicato alla memoria di Queneau, in cui descrive metodicamente la vita degli abitanti di una casa parigina seguendo uno schema circolare (lo schema del cavaliere, ripreso dal movimento del cavallo nel gioco degli scacchi).  Con questo libro ottenne il Prix Médicis.

### Altre opere
Perec era fanatico di elenchi, liste ed altre enumerazioni (in quest'ottica può essere vista anche la produzione di parole crociate e giochi di logica per i settimanali Le Point e Télérama): questo denota da un lato organizzazione e semplicità di spirito, ma dall'altro anche un bisogno di rassicurazione. 
In uno dei suoi elenchi, Perec ci dà una chiave di lettura della sua produzione:
(G. Perec: Note su ciò che cerco, in Pensare/Classificare)
La dimensione autobiografica è presente in tutte le opere di Perec: dall'autobiografia pura in W ou le souvenir d'enfance al romanzo autoreferenziante Un uomo che dorme (Un homme qui dort, 1967):
(G. Perec: Note su ciò che cerco, in Pensare/Classificare)
Tra le opere di Perec che hanno conosciuto successo, Mi ricordo (Je me souviens), che è ispirato a I remember di Joe Brainard. Brainard ne pubblicò i primi frammenti nel 1970. Appartenente al genere del frammento, è una lista di piccole cose poco note e talvolta dimenticate dalle persone di una generazione, la cui enumerazione finisce per creare una particolare climax; questo testo è stato poi trasposto in ambito teatrale da Sami Frey.
Tra i suoi esercizi di stile più notevoli vi sono poi:
- La Recinzione ed altre poesie che raccoglie giochi, palindromi, eterogrammi, acrostici (La Clôture et autres poèmes, Hachette, Parigi 1978);

- il Petit abécédaire illustré (pubblicato privatamente nel 1969 e poi in: OuLiPo, La littérature potentielle, Gallimard 1973) è composto di 16 brevissimi testi narrativi, dello stesso significato a un altro testo di poche sillabe, e che a sua volta equivale in suono alla successione d'una consonante e delle cinque vocali (come nei sillabari: BA-BE-BI-BO-BU, CA-CE-CI-CO-CU e così via per tutte le lettere dell'alfabeto);

Un esempio del procedimento ma in italiano è stato fatto da Calvino (Italo Calvino, Piccolo sillabario illustrato - da Georges Perec in RR III - 1977) per la successione SA-SE-SI-SO-SU: «Per convincere il proprietario d'un night-club a scritturarla, una spogliarellista lo assicura della propria efficacia nel provocare l'eccitazione degli spettatori: - Sa? Sessi isso su!»
- il libretto di poesie Ulcerazioni (Ulcérations): Perec, partendo dal dato statistico che le undici lettere più frequenti nel francese scritto sono quelle che si ritrovano nella parola ulcérations ed utilizzando un calcolatore elettronico che gli fornisce tutte le permutazioni possibili di queste undici lettere, sceglie pazientemente, da questi anagrammi senza senso, quelli che, letti uno di seguito all'altro (e introducendo stacchi e punteggiatura), possano formare dei versi liberi dotati d'un senso e d'un ritmo, costruendo così un testo che consiste esclusivamente di 399 tra le permutazioni di queste undici lettere;

- un lipogramma di trecento pagine, La scomparsa (La Disparition, 1969), scritto senza l'utilizzo della vocale "e" al quale segue un secondo lipogramma, come séguito in forma di specchio de La scomparsa, intitolato Le ripetizioni (Les revenentes) nel quale utilizza come sola vocale in tutto il testo proprio la lettera "e" (si tratta dunque di un lipogramma in a, i, o, u, y - anche quest'ultima lettera, vocale in francese);

- la trasposizione in poesia d'un principio della musica seriale: non riutilizzare una consonante appartenente ad un insieme prima d'aver fatto uso di tutte le altre consonanti del medesimo insieme: si tratta del poema Alfabeti (Alphabets, pubblicato nel 1976, è quindi una raccolta di testi eterogrammatici, in cui - cioè - appaiono solo determinate lettere, ed in cui ogni verso è anagramma dell'altro);

- "9691" è il racconto palindromo di circa cinquemila lettere (il più lungo testo letterario palindromo): Le Grand Palindrome de Georges Perec.

## Influenza culturale
L'asteroide numero 2817, scoperto nel 1982 (l'anno della morte dello scrittore), porta il nome di Perec.
Nell'episodio dei Simpson "Indovina chi viene a criticare" Marge informa Homer che sulla loro macchina da scrivere non funziona la lettera "e" e lui le risponde "Non ci serve una stupida e!". È un chiaro riferimento all'opera "La Disparition" di Perec.
In occasione del premio "Targa Tenco" del 2015 col brano L'ultimo metrò del gruppo italiano La Scapigliatura, vincitore della sezione Opera Prima, viene citato George Perec, per amor di rima ("Mi ha detto Edwige Fenech che adora Georges Perec")

## Opere

### Romanzi e racconti
- Le cose. Una storia degli anni Sessanta (Les Choses. Une histoire des années soixante, 1965), trad. di Leonella Prato Caruso, Prefazione di Giansiro Ferrata, Milano, Mondadori, 1966; Milano, Rizzoli, Milano, 1986; Prefazione di Andrea Canobbio, Torino, Einaudi, 2011. Premio Renaudot
- Quale motorino con il manubrio cromato giù in fondo al cortile? (Quel petit vélo à guidon chromé au fond de la cour ?, 1966), trad. di Emanuelle Caillat, Roma, e/o, 2004.
- Un uomo che dorme (Un homme qui dort, 1967), trad. di Maria Pia Tosti Croce, Milano, Guanda, 1980; trad. di Jean Talon, postfazione di Gianni Celati, Macerata, Quodlibet, 2009, ISBN 978-88-746-2242-9.
- La scomparsa (La Disparition, 1969), trad. di Piero Falchetta, Napoli, Guida, Napoli, 1995, ISBN 88-78-352-35-7. [ Premio Monselice per la traduzione, 1996]
- Les Revenentes, coll. « Idée fixe », Julliard, 1972.
- La bottega oscura. 124 sogni (La Boutique obscure. 124 rêves, 1973), trad. di Ferdinando Amigoni, Macerata, Quodlibet, 2011, ISBN 978-88-746-2365-5.
- La vita, istruzioni per l'uso (La Vie mode d'emploi, 1978), premio Médicis), trad. di Dianella Selvatico Estense, Milano, Rizzoli, 1984. prix Médicis
- Storia di un quadro (Un cabinet d'amateur. Histoire d'un tableau, 1979), trad. di Sergio Pautasso, Milano, Rizzoli, Milano, 1990;  Milano, Skira, 2011.
- Ellis Island. Storie di erranza e di speranza (Récits d'Ellis Island, 1980), trad. di Maria Sebregondi, Milano, Archinto, 1996.

### Altre opere
- Petit abécédaire illustré, 1969, au moulin d'Andé (10,5 x 13,5 cm), pubblicato in 100 esemplari firmati.
- Specie di spazi (Espèces d'espaces, 1974), trad. di Roberta Delbono, Torino, Bollati Boringhieri, 2008.
- Ulcérations, coll. « La Bibliothèque oulipienne », 1974, cap. 1.
- ''W o il ricordo d'infanzia (W ou le Souvenir d'enfance, 1975), trad. di Daniella Selvatico Estense, Milano, Rizzoli, 1991; trad. di Henri Cinoc, Torino, Einaudi, 2005.
- Tentativo di esaurire un luogo parigino (Tentative d'épuisement d'un lieu parisien, 1975; Christian Bourgois, 1982), trad. di Eileen Romano, Bologna, Baskerville, 1989; come Tentativo di esaurimento di un luogo parigino, trad. di Alberto Lecaldano, Voland, Roma, 2011.
- Alphabets. Cent soixante-seize onzains hétérogrammatiques, ill.ni di Dado, coll. « Écritures/Figures », Galilée,  1976.
- Mi ricordo (Je me souviens. Les choses communes I, 1978), trad. di Daniella Selvatico Estense, Torino, Bollati Boringhieri, 1988.
- Les Mots croisés, précédés de Considérations de l'auteur sur l'art et la manière de croiser les mots, Mazarine, 1979; POL, 2003.
- La Clôture et autres poèmes, Hachette, coll. « P.O.L », 1980.
- Teatro: Il posto delle patate preceduto da L'aumento (Théâtre I : La Poche Parmentier, précédé de L'Augmentation, 1981), trad. di Laura Vettori, Torino, Bollati Boringhieri, 1991.
- L'Éternité, Orange Export Ltd, coll. « Trente », 1981.

### Pubblicazioni postume
- Épithalames, Oulipo, coll. « La Bibliothèque oulipienne » (no 19), 1982.
- Pensare/Classificare (Penser/Classer, 1985), trad. di Sergio Pautasso, Collana La Scala Stranieri, Milano, Rizzoli, marzo 1989, ISBN 88-17-67681-0; Compagnia Extra, Macerata, Quodlibet, 2024, ISBN 978-88-229-2208-3.
- Brevi note sull'arte e il modo di riordinare i propri libri (Notes brèves sur l'art et la manière de ranger ses livres, 1985), trad. di Elena Vicari, Milano, Henry Beyle, 2010.
- Les Mots croisés II, P.O.L/Mazarine, 1986.
- 53 giorni (« 53 jours », 1989), testo stabilito da Harry Mathews e Jacques Roubaud, trad. di Sergio Pautasso, Milano, Rizzoli, 1996. [romanzo incompiuto]
- Entretien avec Gabriel Simony, Bègles, Le Castor astral, 1989.
- L'infra-ordinario (L'Infra-ordinaire, 1989) a cura di d'Éric Beaumatin e Marcel Bénabou e Maurice Olender, trad. di Roberta Delbono, Torino, Bollati Boringhieri, 1994; Collezione Compagnia Extra, Macerata, Quodlibet, 2023, ISBN 978-88-229-0779-0.
- Vœux, coll. « Librairie du xxe siècle », édition d'Éric Beaumatin et Marcel Bénabou, Seuil, 1989.
- Sono nato (Je suis né, 1990), a cura di di Éric Beaumatin e Marcel Bénabou e Philippe Lejeune, trad. di Roberta Delbono, Torino, Bollati Boringhieri, 1992.
- Cantatrix Sopranica L. e altri scritti scientifici (Cantatrix sopranica L. et autres écrits scientifiques, 1991), a cura di Marcel Bénabou, trad. di Roberta Delbono, Torino, Bollati Boringhieri, 1996; Collezione Compagnia Extra, Macerata, Quodlibet, 2021, ISBN 978-88-229-0616-8.
- L.G., une aventure des années soixante, coll. « Librairie du xxe siècle », édition de Claude Burgelin, Seuil, 1992.
- Cahier des charges de « La Vie mode d'emploi », édition de Hans Hartje, Bernard Magné et Jacques Neefs, Paris et Cadeilhan, CNRS/Zulma, 1993.
- Beaux présents, belles absentes, coll. « Librairie du xxe siècle », édition d'Éric Beaumatin, Marcel Bénabou et Bernard Magné, Seuil, 1994.
- Jeux intéressants, édition de Bernard Magné, Cadeilhan, Zulma, 1997.
- Perec/rinations, édition de Bernard Magné, Cadeilhan, Zulma, 1997.
- Poésie ininterrompue. Inventaire, présentation de Bernard Magné, Marseille, André Dimanche, 1997.
- Nouveaux Jeux intéressants, coll. « Grain d'orage », édition de Jacques Bens et Bernard Magné, Cadeilhan, Zulma, 1998.
- Entretiens et conférences, 2 voll. (tome I : 1968-1978 ; tome II : 1979-1981), édition de Dominique Bertelli et Mireille Ribière, Nantes, Joseph K., 2003.
- L'arte e la maniera di affrontare il proprio capo per chiedergli un aumento (L'Art et la Manière d'aborder son chef de service pour lui demander une augmentation, 2008), trad. di Emanuelle Caillat, Torino, Einaudi, 2010.
- 56 lettres à un ami, édition de Claude Burgelin, Coutras, Le Bleu du ciel, 2011.
- « Ce qui stimule ma racontouze », propos recueillis et retranscrits par Claudette Oriol-Boyer, notes de Dominique Bertelli et Mireille Ribière, Le Gua/Grenoble, Le Fond du tiroir/Pré carré, 2011.
- En dialogue avec l'époque et autres entretiens (1965-1981), édition de Dominique Bertelli et Mireille Ribière, Nantes, Joseph K., 2012.
- Le Condottière, coll. « La Librairie du xxie siècle », édition de Claude Burgelin, Seuil, 2012.
- L'Attentat de Sarajevo, coll. « La Librairie du xxie siècle », édition de Claude Burgelin, Seuil, 2016.
- Palindrome, Paris/53-Mayenne, coll. « Romans français », Denoël, 2019, ISBN 978-22-071-5896-8, pp.32.
- Entretiens, conférences, textes rares, inédits, édition de Dominique Bertelli et Mireille Ribière, Nantes, Joseph K., 2019, pp.1096.
- Lieux, Seuil, coll. « La Librairie du xxie siècle », édition de Jean-Luc Jolly, Seuil, marzo 2022, ISBN 978-2-02-111409-6.

### Opere collettive
- Breve trattato sulla sottile arte del go (Petit traité invitant à la découverte de l'art subtil du go, 1969), con Pierre Lusson e Jacques Roubaud, a cura di Martina Cardelli, postfazione di Tiziana Zita, Macerata, Quodlibet, 2014, ISBN 978-88-746-2470-6.
- Die Maschine,  con Eugen Helmlé, Stuttgart, Reclam, 1972.
- Oulipo, La Littérature potentielle. Créations, re-créations, récréations, Gallimard, coll. « Idées », 1972.
- Harry Mathews (tradotto da Perec con l'autore), Les Verts Champs de moutarde de l'Afghanistan, coll. « Les Lettres nouvelles »,  Denoël, 1975.
- Georges Perec (ill.ni di Cuchi White), Trompe l'œil : six poèmes de Georges Perec et six photographies de Cuchi White, Imprimerie Patrick Guérard, 1978.
- Viaggio d'inverno (Le Voyage d'hiver, 1979, 1993), trad. di Laura Vettori, Roma, Biblioteca del vascello, Roma, 1994; Roma, Robin, 2001.
- Harry Mathews (trad. di Georges Perec in collaborazione con l'autore), Le Naufrage du stade Odradek, coll. « P.O.L », Hachette, 1981.
- Oulipo, Atlas de littérature potentielle, coll. « Idées », Gallimard, 1981.
- Oulipo, La Cantatrice sauve, coll. « La Bibliothèque oulipienne » (no 16), Oulipo, 1981.
- Georges Perec et Cuchi White, L'Œil ébloui, Chêne / Hachette, 1981.
- Sept sonnets hétérogrammatiques pour accompagner sept graphisculptures de Paolo Boni, R.L.D., 1985.
- Marcel Bénabou et Georges Perec, Presbytères et prolétaires. Le dossier P.A.L.F.,  Éditions du Limon, 1989.
- Georges Perec (ill.ni di Fabrizio Clerici), Un petit peu plus de quatre mille poèmes en prose pour Fabrizio Clerici suivi de Un petit peu plus de quatre mille dessins fantastiques, Les Impressions nouvelles, 1996.
- What a man!, a cura di Marcel Bénabou et al., Le Castor astral, 1996.
- « Cher, très cher, admirable et charmant ami… ». Correspondance Georges Perec : Jacques Lederer (1956-1961), Flammarion, 1997.
- Harry Mathews-Oskar Pastior-Georges Perec, Variations, Variations, Variationen, Oulipo, coll. « La Bibliothèque oulipienne » (no 91), 1997.
- Quelques-unes des choses qu'il faudrait tout de même que je fasse, ill. di Bruno Gibert, Autrement Jeunesse, 2009.
- Jacques Bens et Georges Perec, 50 choses qu'il ne faut tout de même pas oublier de faire avant de mourir, L’œil ébloui, collection Perec 53, n°1, 2024

### Opere raccolte
- Romans et récits, a cura di Bernard Magné, coll. « La Pochothèque », Le Livre de poche, 2002.
- Œuvres, 2 voll., edizione diretta a cura di Christelle Reggiani, coll. « Bibliothèque de la Pléiade », Gallimard, 2017.